# سیتروئن جامپی
سیتروئن جامپی (انگلیسی: Citroën Jumpy) یک خودروی تجاری سبک است که در حال حاضر نسل سومش تولید می‌شود. هر سه خودرو سیتروئن جامپی و پژو اکسپرت و فیات اسکودو در مارس ۲۰۰۴، قبل از جایگزینی با نسل دوم در ژانویه ۲۰۰۷، تغییر چهره داده شدند. این مدل‌ها چندی بعد جای خود را به مدل‌های ۲۰۰۷ که با طراحی و مهندسی مشابه با تغییرات ظریف‌تر و تمیز بین هر نام تجاری به اشتراک گذاشتند دادند. نسل دوم در فوریه ۲۰۱۲ یک تغییر چهرهٔ کوچک را دریافت کرد و از ماه ژوئیه سال ۲۰۱۳، تویوتا شروع به فروش نسخهٔ جدیدی از تویوتا پروایس کرد. نسل سوم در سال ۲۰۱۶ معرفی شد. همچنین پس از اینکه گروه پی‌اس‌ای، مالکیت شرکت اوپل را در دست گرفت، خودرویی تحت نام اوپل زفیرا لایف عرضه شد که شباهت‌های فراوان طراحی خارجی و داخلی آن با پژو تراولر، انتقادات بسیاری را به همراه داشت.